# Konventionen om minimiålder för eldare och kollämpare
Konventionen om minimiålder för eldare och kollämpare (ILO:s konvention nr 15 angående minimiålder för eldare och kollämpare, Convention Fixing the Minimum Age for the Admission of Young Persons to Employment as Trimmers or Stokers) är en konvention som antogs av Internationella arbetsorganisationen (ILO) den 11 november 1921 i Genève. Konventionen förbjuder, med vissa undantag, personer under 18 år att arbeta på fartyg som eldare eller kollämpare. Konventionen består av 14 artiklar.

## Ratificering
Konventionen har ratificerats av 69 länder, varav 61 har sagt upp den i efterhand.